# Câmpia Turzii
Câmpia Turzii je rumunské město v župě Kluž. V roce 2011 zde žilo 22 223 obyvatel.

## Osobnosti města
- Michal Chrabrý († 1601), transylvánský a moldavský kníže, první sjednotitel Rumunů, zde byl zavražděn
- Virginia Ruzici (* 1955), tenistka

## Partnerská města
- Bayramiç, Turecko (2006)
- Kisbér, Maďarsko (2006)
- La Salvetat-Saint-Gilles, Francie (2002)
- Moháč, Maďarsko (1994)
- Putten, Nizozemsko (2001)
- San Fernando de Henares, Španělsko (2010)
- Siemianowice Śląskie, Polsko (2001)